# Ed Evanko
Ed Evanko, született Edward Danylo Evanko (Winnipeg, Manitoba, 1938. október 19. – Winnipeg, Manitoba, 2018. november 18.) kanadai színész, énekes.

## Filmjei

### Mozifilmek
- Hirtelen halál (Sudden Death) (1995)
- Dark Planet (1997)
- Kettős kockázat (Double Jeopardy) (1999)
- You're Killing Me... (2003)

### Tv-filmek
- K-9000 (1991)
- Mary & Tim (1996)
- Convictions (1997)
- Túl gazdag: Doris Duke titkos élete (Too Rich: The Secret Life of Doris Duke) (1999)
- A szerelem hullámain (Navigating the Heart) (2000)
- Tavaszi bezsongás (Ratz) (2000)
- The Man Who Used to Be Me (2000)
- Mindörökké (For All Time) (2000)
- Kabinnyomás (Cabin Pressure) (2002)

### Tv-sorozatok
- Ryan's Hope (1976–1977, 44 epizódban)
- Az élet megy tovább (Life Goes On) (1992, egy epizódban)
- Civil Wars (1992–1993, két epizódban)
- Bűnvadászok (Bodies of Evidence) (1993, egy epizódban)
- Getting By (1993, egy epizódban)
- Cosby nyomozó rejtélyei (The Cosby Mysteries) (1995, egy epizódban)
- Víruskommandó (The Burning Zone) (1996, egy epizódban)
- A kaméleon (The Pretender) (1996, egy epizódban)
- Űrbalekok (3rd Rock from the Sun) (1996, egy epizódban)
- Chicago Hope kórház (Chicago Hope) (1997, egy epizódban)
- Különleges kommandó (Soldier of Fortune, Inc.) (1998, egy epizódban)
- Végtelen határok (The Outer Limits) (1998, 2000, két epizódban)
- Nikita, a bérgyilkosnő (La Femme Nikita) (1999, egy epizódban)
- Beggars and Choosers (1999, két epizódban)
- Halott ügyek (Cold Squad) (2000, egy epizódban)
- Rejtélyek kalandorai (Mysterious Ways) (2001, egy epizódban)